# Wurzelschnitzlinge
Die Wurzelschnitzlinge (Phaeocollybia) sind eine Pilzgattung aus der Familie Hymenogastraceae mit tief in den Boden reichendem, wurzelartigem Stiel und rostbraunem Sporenpulver.
Die Typusart ist der Dickfleischige Wurzelschnitzling (Phaeocollybia lugubris).

## Merkmale

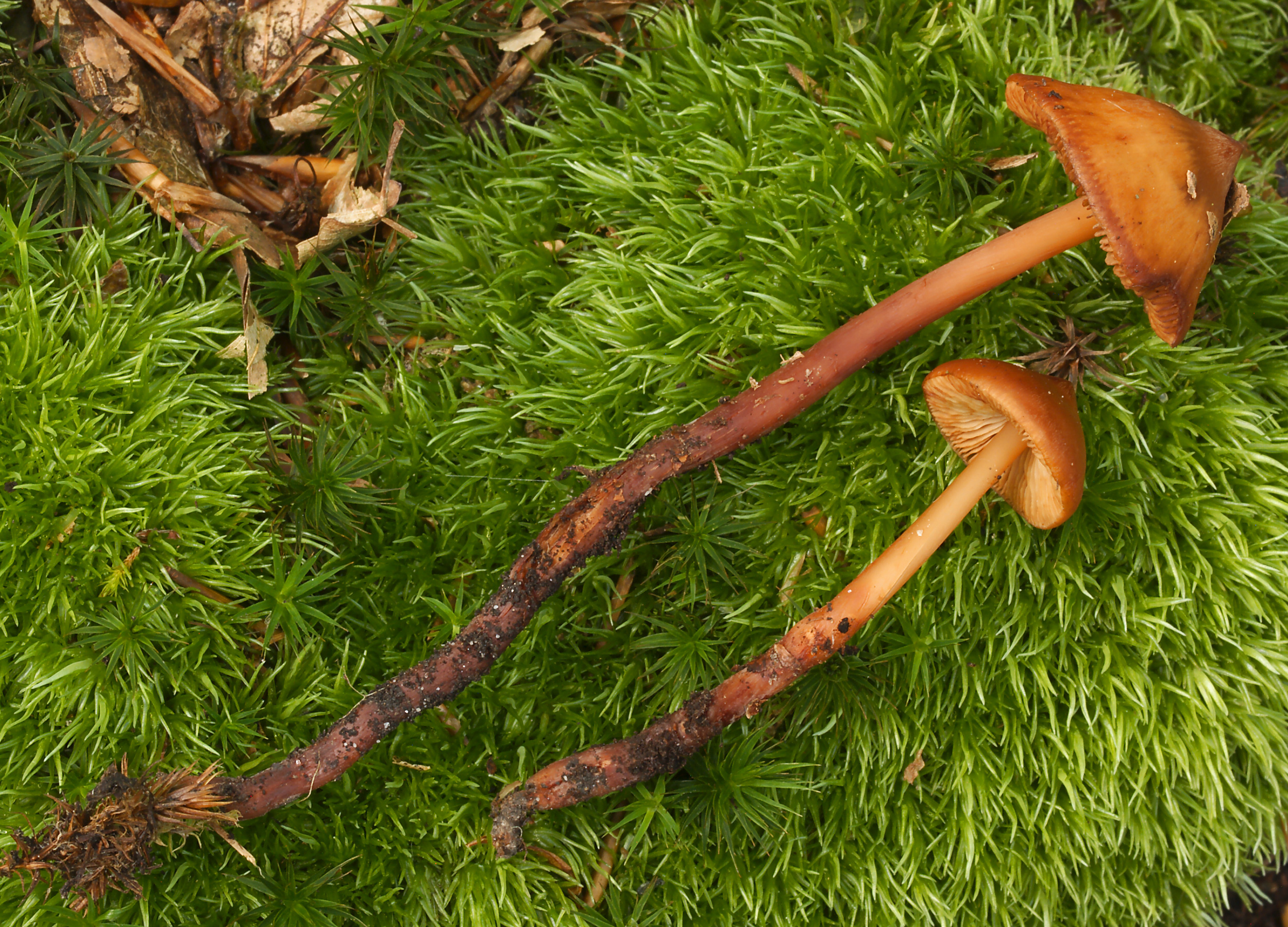
Ockerroter Wurzelschnitzling
(Phaeocollybia christinae)

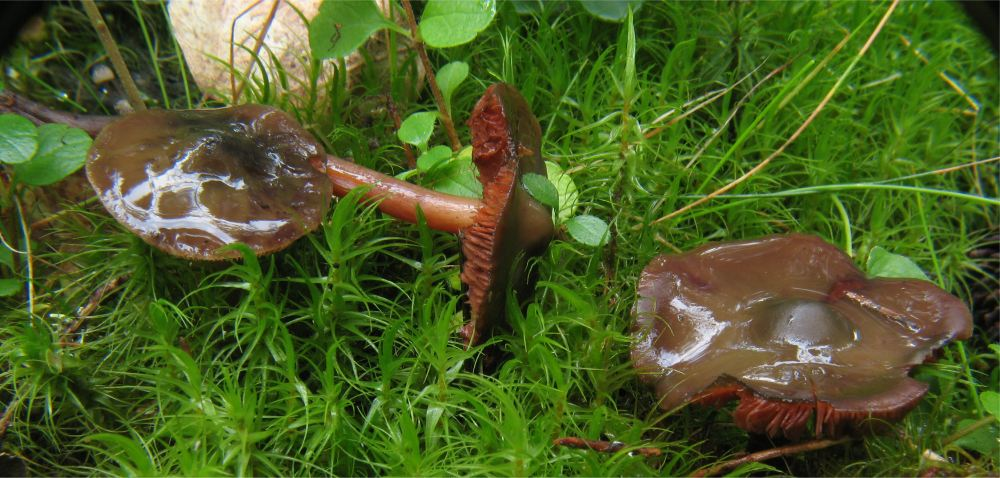
Olivgrüner Wurzelschnitzling
(Phaeocollybia festiva)

### Makroskopische Merkmale
Wurzelschnitzlinge bilden meist mittelgroße Fruchtkörper mit rüblingsartigem Habitus, die oft einen spitz gebuckelten Hut und einen mehr oder weniger knorpeligen, oft tief wurzelnden Stiel besitzen („Pseudorhiza“ = Scheinwurzel). Der Hut ist trocken kahl und glatt, feucht jedoch schmierig bis schleimig – wenn auch manchmal nur schwach ausgeprägt – und hygrophan. Die Lamellen sind am Stiel angeheftet bis fast frei. Sie sind blass wachsfarben bis selten lilabräunlich und nehmen im Alter durch das Sporenpulver eine rostbraune Färbung an. Das Velum fehlt entweder oder ist als Bereifung vorhanden. Das Geruchsspektrum reicht von neutral über mehl- oder rettichartig bis hin zu einem deutlichen Bittermandelaroma.

### Mikroskopische Merkmale
Die Huthaut der Wurzelschnitzlinge besteht aus liegenden, dünn-fadenförmigen und meist etwas gelatinisierten Hyphen. Schnallen an den Hyphensepten kommen vor oder fehlen. Die Lamellentrama ist regulär aufgebaut. An den Schneiden befinden sich fadenförmig-zylindrische oder spindelige und oft mit langem Hals und kopfigem Ende versehene Zystiden. Sie sind bei älteren Fruchtkörpern stark verklebt und deshalb schwer zu präparieren. An den Basidien reifen elliptische, spindelige oder mandelförmige, selten auch zitronenförmige Sporen heran. Sie weisen eine punktierte bis warzige Oberfläche auf und besitzen bis auf eine Art (dort unscheinbar) keinen apikalen Keimporus. Auf der Rinde der Scheinwurzel sitzen tibiiforme (= dem Schienbeinknochen ähnelnde) Kaulozystiden.

## Ökologie
Die Arten der Gattung gelten als Wurzelparasiten mit Bindung an Koniferen, meist Fichten, aber auch Laubhölzern wie Buche, Eiche und Hainbuche.

## Verbreitung
Das Vorkommen der Wurzelschnitzlinge in Deutschland konzentriert sich auf die südlich des 52. Breitengrads gelegenen Gebiete, die Bundesländer Baden-Württemberg und Bayern.

## Arten
Die Gattung der Wurzelschnitzlinge (Phaeocollybia) besteht in Mitteleuropa aus nur wenigen Arten:
| Deutscher Name                    | Wissenschaftlicher Name    | Autorenzitat                  |
| --------------------------------- | -------------------------- | ----------------------------- |
| Kleinster Wurzelschnitzling       | Phaeocollybia arduennensis | Bon 1979                      |
| Ockerroter Wurzelschnitzling      | Phaeocollybia christinae   | (Fries 1838) Heim 1931        |
| Orangebrauner Wurzelschnitzling   | Phaeocollybia cidaris      | (Fries 1838) Heim 1931        |
| Olivgrüner Wurzelschnitzling      | Phaeocollybia festiva      | (Fries 1838) Heim 1931        |
| Feuerroter Wurzelschnitzling      | Phaeocollybia jennyae      | (Karsten 1881) Romagnesi 1944 |
| Dickfleischiger Wurzelschnitzling | Phaeocollybia lugubris     | (Fries 1821) Heim 1931        |